# Perlschulter-Ameisenwürger
Der Perlschulter-Ameisenwürger (Thamnophilus aethiops) zählt innerhalb der Familie der Ameisenvögel (Thamnophilidae) zur Gattung Thamnophilus.
Die Art kommt in Bolivien, Brasilien, Ecuador, Kolumbien, Peru und Venezuela vor.
Das Verbreitungsgebiet umfasst tropischen oder subtropischen feuchten Tieflandwald, dichtes dorniges Unterholz in den Andenausläufern und Terra Firme im  Amazonasbecken bis 1200 m Höhe.
Der lateinische Artzusatz kommt von altgriechisch αἴθω aitho, deutsch ‚verbrennen‘ und altgriechisch ὤψ ops, deutsch ‚Gesicht‘.

## Merkmale
Die Art ist 15 bis 17 cm groß und wiegt zwischen 23 und 30 g, hat einen kräftigen grauen Schnabel und eine rote bis orangefarbene Iris. Das Männchen ist schwarz bis auf einen weißen Schulterstreifen, wenige weiße Punkte auf den Flügeln und grau-schwärzlichen Bürzel. Das Weibchen ist kräftig rotbraun, Jungvögel sehen wie Weibchen aus, haben zusätzlich blasse Flecken auf den Flügeldecken.
Jungvögel sind bräunlich, nicht schwarz. Gegenüber dem ähnlichen Flussufer-Ameisenwürger  (Thamnophilus cryptoleucus) gibt es Unterschiede im bevorzugten Lebensraum.

## Geografische Variation
Es werden folgende Unterarten anerkannt:
- T. a. aethiops P. L. Sclater, 1858, Nominatform – Ostecuador und Nordostperu
- T. a. wetmorei Meyer de Schauensee, 1945 – Südostkolumbien
- T. a. polionotus Pelzeln, 1868 – Venezuela und Nordwestbrasilien
- T. a. kapouni Seilern, 1913 – Osten und Südosten Perus, Nordbolivien und äußerster Westen Brasiliens
- T. a. juruanus Ihering, 1905 – zwischen dem Rio Juruá und Rio Purus
- T. a. injunctus J. T. Zimmer, 1933 – zwischen dem Rio Purus und dem Rio Madeira
- T. a. punctuliger Pelzeln, 1868 – zwischen dem Rio Madeira und dem Rio Tapajós und Nordostbolivien
- T. a. atriceps Todd, 1927 – zwischen dem Rio Tapajós und Rio Tocantins
- T. a. incertus Pelzeln, 1868 – Nordostbrasilien südlich des Amazonas
- T. a. distans Pinto, 1954 – Pernambuco und Alagoas in Nordostbrasilien

## Stimme
Der Ruf wird als  kurze, langsame Folge von 6 bis 7 abgesetzten nasalen, klagenden Tönen beschrieben.

## Lebensweise
Die Art tritt meist als Paar auf, ist schwer zu sehen, nur selten in gemischten Jagdgemeinschaften zu finden.
Die Nahrung besteht aus Insekten und Gliederfüßern, die bodennah bis 5 m gesucht werden.
Über die Brutzeit ist nur wenig bekannt.

## Gefährdungssituation
Der Bestand gilt nicht gefährdet (least concern).